# Kevin Hart
Kevin Darnell Hart  (Philadelphia (Pennsylvania), 6 juli 1979) is een Amerikaanse acteur, komiek, regisseur, producent en schrijver. 

## Carrière
Na de middelbare school verhuisde Kevin Hart naar New York om verder te leren en na twee jaar studeerde hij af. Hij woonde daarna in Brockton en werkte als schoenenverkoper. Kort hierna begon hij zijn carrière als komiek. Als amateur stand-upkomiek won hij wedstrijden op lokale podia en hij nam ontslag als schoenenverkoper om beroepskomiek te worden. Hij kwam terecht bij een aantal comedyclubs in de VS, waaronder The Comedy Store en Caroline's on Broadway.  Hart gebruikte de ervaringen van het opgroeien onder moeilijke omstandigheden op een grappige manier in zijn optredens.
In het jaar 2000 bood Judd Apatow hem een acteerrol aan in de tv-serie Undeclared. De serie duurde één seizoen, maar Hart werd gecast voor Scary Movie 3, Scary Movie 4, Paper Soldiers en Along Came Polly. Hart produceerde, schreef en speelde in The Big House, een sitcom van ABC en kreeg in 2004 zijn eerste hoofdrol, in de film Soulplane. In 2017 speelde hij mee in de film Jumanji: Welcome to the Jungle als Franklin Finbar, en hernam zijn rol in 2019 in Jumanji: The Next Level.
Als komiek werd hij bekender na zijn eerste album, I'm a Grown Little Man (verwijzend naar zijn relatief kleine gestalte, 1.56 meter) uit 2008. Dit werd gevolgd door Seriously Funny in 2010 en door Laugh at My Pain in 2011.

## Privéleven
Kevin en zijn oudere broer Robert zijn opgevoed door hun alleenstaande moeder Nancy. Zijn vader Henry was cocaïneverslaafd en zat vaak in de gevangenis gedurende een groot gedeelte van hun jeugd. Kevin gebruikte zijn talent om mensen aan het lachen te brengen als uitweg voor zijn thuissituatie. Zijn relatie met zijn vader verbeterde nadat hij van zijn verslaving afraakte, aldus Hart.
In 2003 trouwde Kevin met Torrei Hart. Samen hebben zij twee kinderen: Heaven Lee en Hendrix. In februari 2010 hebben de twee een echtscheiding aangevraagd en gezamenlijk gezag gehouden over de kinderen. Kevin wilde voorkomen dat Torrei geld van hem zou ontvangen in de echtscheiding, zijn argument is dat zij ook komiek is en genoeg inkomen heeft om voor zichzelf te zorgen. Kevin en Torrei gebruiken hun scheiding allebei in hun stand-upvoorstellingen. Ze gaan nu als vrienden door het leven. In 2016 hertrouwde Hart. In 2017 maakte hij zelf bekend dat hij werd afgeperst met een sekstape. Hij bood hiervoor zijn excuses aan aan zijn kinderen en zijn vrouw, die zwanger is van zijn derde kind.

### Ongeluk
Op 1 september 2019 liep Hart door een auto-ongeluk in Malibu ernstig rugletsel op. Hierbij liep hij drie fracturen op aan zijn rugwervels, waarna hij een zware operatie moest ondergaan. Hierdoor heeft hij ook een tijdje geen beeldmateriaal kunnen maken voor films waar hij mee bezig was.

## Prijzen
| Jaar | Uitslag                           | Prijs                             | Categorie                                                      |
| ---- | --------------------------------- | --------------------------------- | -------------------------------------------------------------- |
| 2004 | Genomineerd                       | Teen Choice Award                 | Choice Breakout TV Star - Male voor: "The Big House" (2004)    |
| 2005 | Genomineerd                       | BET Comedy Award                  | Platinum Mic Viewers Choice Award                              |
| 2012 | Gewonnen                          | BET Award                         | Beste Acteur voor: Laugh at My Pain (2011)                     |
| 2012 | Genomineerd                       | Teen Choice Award                 | Choice Movie Hissy Fit voor: Think Like a Man (2012)           |
| 2012 | Genomineerd                       | Teen Choice Award                 | Choice Movie: Male Scene Stealer voor: Think Like a Man (2012) |
| 2016 | Ster op de Hollywood Walk of Fame | Ster op de Hollywood Walk of Fame | live theater                                                   |

- Bibliothèque nationale de France: cb14576394g (data)
- Gemeinsame Normdatei: 135350085
- International Standard Name Identifier: 0000 0000 8159 8956
- Library of Congress Control Number: no2008097823
- MusicBrainz: 45c44cc4-71c7-4c6f-aae3-3a59036f8d49
- Nationale Bibliotheek van Tsjechië: xx0211196
- Nationale Bibliotheek van Israël: 987011427335405171
- Nederlandse Thesaurus van Auteursnamen: 378172956
- Système universitaire de documentation: 244394644
- Virtual International Authority File: 80126409
- WorldCat: E39PBJjhBFGRk9JFJXwVv37j4q